# 厚岸小島
小島（こじま）は北海道厚岸郡厚岸町の沿岸、大黒島の北に位置する島。各地にある「小島」との混同を避けて厚岸小島（あっけしこじま）と通称される。人口は、2020年（令和2年）の国勢調査によれば4世帯6人であるが、季節居住であり、昆布漁の行われない冬季には無人島となる。アイヌ語の名称はポンモシリで、「小島」を意味する。明治期までは小大黒島の名でも呼ばれていた。

## 地理

### 地点・地形
北海道本土から南方 0.9 km地点に位置する平坦な島であり、南東部には海食崖が屏風のように立っている。島民である三浦市之助に対する聞き取り（1970年・昭和45年）によれば、「現在の山の後方に、四米位隔ててもう一つの山があった」が、「いつのまにか欠けて」消失していたという。西側に広がる平坦面は中生代白亜層の海食台に砂礫が堆積したものである。島の周囲には海食を受けた岩盤が岩礁として残る。これは良好な天然の昆布礁となっている。昆布漁には干場の確保も重要な条件であるが、島の砂礫面はその適地となっている。

### 自然
千島海流の影響を受けるため気温は低く、特に5～8月にかけては、北海道東部特有の濃霧の影響を受け日照時間が短い。後述のようにかつては樹木の植生があったが、今は1本の樹木もなく、岩山の斜面には雑草が繁り頂部にわずかにハマナスが繁茂している。動物は8月ごろ営巣のため飛来するウミツバメ・イワツバメが主なものである。本土の厚岸町、釧路町、浜中町の海岸線一帯とともに、1955年（昭和30年）に厚岸道立自然公園に指定されている。

## 歴史

### 近代まで
幕末期の松浦武四郎『戊午日誌』には、「ホンモシリ　従アイカツフ（愛冠岬）より凡廿丁、周囲十丁の丸き島なり。ホンモシリとは小島と云儀。上に赤楊多し」との記載があり、また別に「小島は周8丁、皆岩磯にして奇岩簇々たり。赤楊・樺の磯馴れしもの一面に生たり」と説明している。明治初期に編纂された『釧路国地誌提要』には、大黒島は「産物昆布、夏中厚岸ヨリ漁民出張」とあり、児島（小島）についても周長以外は大黒島と同様とされている。
1869年（明治2年）、旧場所請負人・山田文右衛門の雇人だった林佐十郎ら3名が小大黒島の漁場を与えられ、対岸の床潭に土着した。伊藤久雄による1969年（昭和44年）の聞き取りによれば、明治初年のころはアイヌが10数戸定住して昆布採取に従事していたようである。1882年（明治15年）ごろ、川崎氏を皮切りにして、越後や函館からの移住者があった。1897年（明治30年）には小大黒島に9戸、大黒島に2戸の住民が報告されており、その後も昆布採取のため居住者があった。
1890年代末から1900年代にはニシンの豊漁時代を迎え、40世帯以上が小島に居住する盛況をみせた。1904年（明治37年）9月には床潭簡易教育所付属小島特別教育所が開設され、15人の生徒が入学した。

### 現代
ニシンの漁獲減少に伴って戸数が減少したが、それでも大正から昭和の初めにはタラ釣漁業、ニシンイザリ網漁業を行う家もあり、戸数24・人口140人の時期があった。戦前・戦中期には昆布屑の灰から火薬原料である「ヨード」を抽出する産業も存在した。1945年（昭和20年）には厚岸市街に空襲があったが、この際に小島も機銃掃射にあった。ニシンイザリ網漁業も不振に陥ると、採藻を主とするようになって、1969年には漁家は10戸まで減少した。
1963年、北岸に護岸工事が行われるとともに、共同自家発電形式で初めて島に電気が開通し、同時期にはテレビも全戸に普及した。1972年には海底水道管も敷設されている。このころには通年の定住者があって人口圧も高く、島内での自給が困難であったため、対岸の末広・床潭などで蔬菜の出作りが行われていた。また、大黒島でも同様に畑作がおこなわれた。当時日本海沿岸の漁村では漁閑期の出稼ぎが多かったなかで、この島では沿岸での昆布採取とニシン漁、サケ・マス流し網漁で平均200万円を稼ぐことができた。
1955年（昭和30年）には12世帯98人、その後は一貫して人口減少が進み、1975年（昭和50年）に小中学校が閉校した。このころから島民は通年定住から季節居住へと転換している。2014年（平成26年）に設立された厚岸蒸留所は、熟成候補地のひとつとして厚岸小島を検討しているものの、施設や運搬の問題があり、実現はしていない。

### 人口の変遷
| 1955年（昭和30年） |  | 98人 |
| 1995年（平成7年）  |  | 17人 |
| 2005年（平成17年） |  | 13人 |
| 2015年（平成27年） |  | 12人 |
| 2020年（令和2年）  |  | 6人  |

## 産業

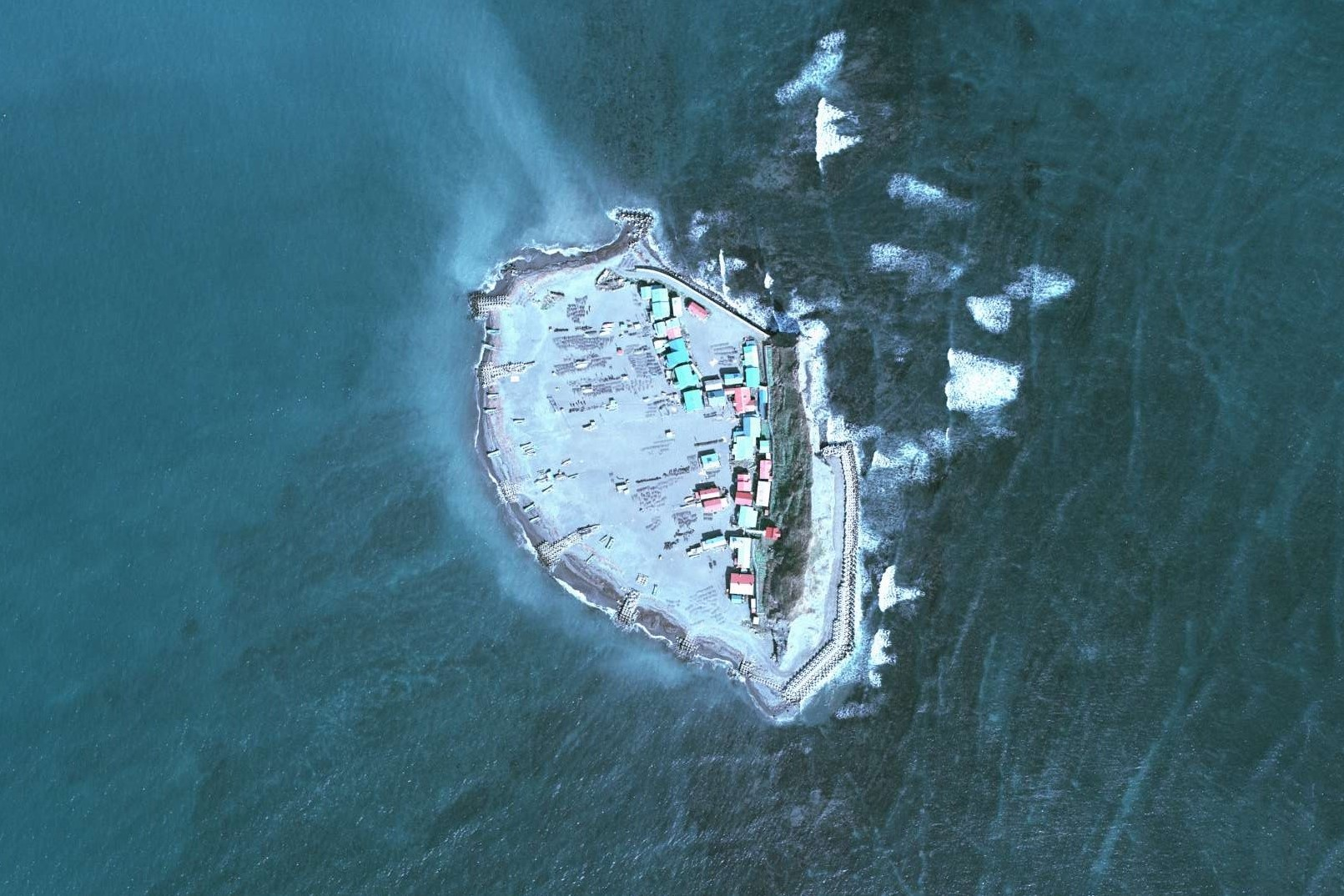
1978年（昭和53年）撮影の厚岸小島の空中写真。
。干場に昆布が並ぶ様子が見える。

定住者が存在した1969年時点での報告によれば、厚岸小島の10世帯は昆布漁を主業とし、年間2000万円の水揚金額があるという。昆布漁は7月から9月までの間におこなわれ、これとは別に小型定置網および刺網によりニシン漁も営まれており、最高400万円ほどの生産額がある。道南・道北の日本海側漁村では漁民が出稼ぎや副業などをしなければいけない例も多いが、伊藤久雄は「漁業収入が年間1戸平均200万円以上」である同島においてその必要はないと述べている。島民であり小島の自治会長であった石崎勝に対する聞き取りによれば、もっとも漁獲高が多かったのは昭和50年代のことであり、当時は昆布漁と冬場の出稼ぎによりあわせて年間1000万円ほどを稼いだという。石崎は、2019年（平成30年）の自らの水揚げ量は300駄（6t）、水揚げ金額は650万円であると述べている。
島民は冬の間は対岸の床潭に暮らし、春の海明けとともに小島に渡って様々な漁を行う。一家総出の作業で、初夏から夏の終わりまでに年間の収入を稼ぎ上げる。昆布漁の行われる7月～9月には、400余隻の漁船が小島横のスタートライン（海上）から一斉に漁場へ向かう光景をみることができる。

## インフラ

### 上下水道

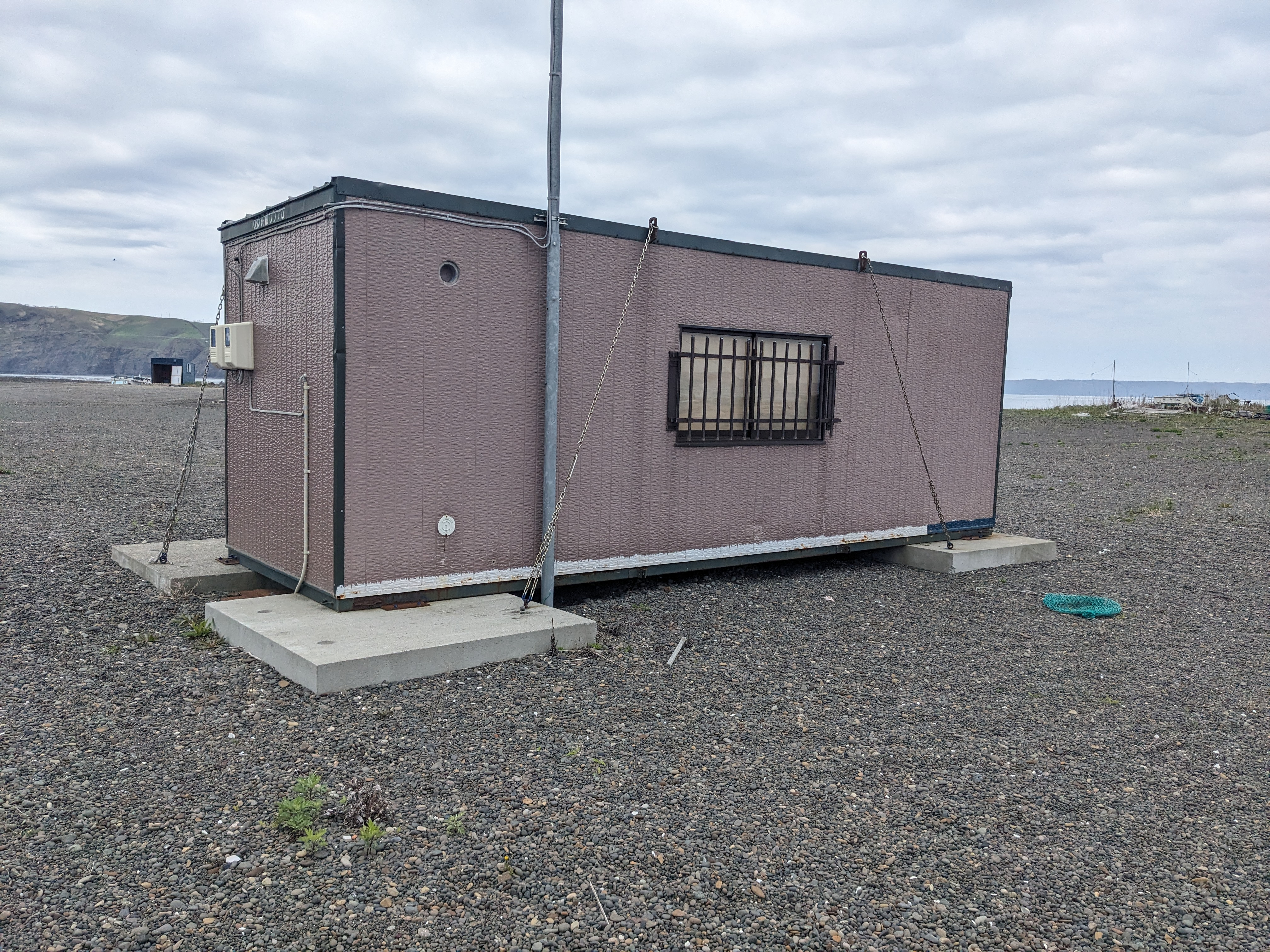
島内の水道施設（2024年）

かつては対岸のピリカウタから湧き水を汲んで島内まで運んでいた。隣家のぶんも含めて2斗樽につめて1回に20樽を運び、1世帯あたりでは25日ぶんを備蓄することが一般的であった。また、雨水を貯留し、用水として用いることもあった。1952年（昭和27年）には島内で水を自給すべく、ボーリング調査がおこなわれたが、地下水を発見するには至らなかった。島民の久保田勲（2020年聞き取り・当時85歳）は、島内には井戸が2箇所あったと述懐し、いずれも塩気を含んでおり、風呂の湯に使ったところ「潮気で体がぴりぴり」したと述べている。1972年（昭和47年）には床潭・小島間の 2.7 kmに海底送水管が敷設された。下水設備は存在せず、し尿は肥料として自家菜園に散布されている。

### 電気
1963年（昭和38年）に漁業協同組合が事業主体となり、北海道電力から電気を買い上げる共同自家発電形式により集落への送電が実現した。2023年（令和5年）度の北海道離島振興計画には、「電力については、本土から海底ケーブルで送電されている」とある。

### 通信
厚岸～大黒島間には、日本海軍により電話線が敷設されており、1945年（昭和20年）にはこれを用いて無願で電話が供用されるようになった。1948年（昭和23年）には同電話線の撤去が計画されたが、これを防ぐべく島民運動が展開された。これにより、1948年（昭和23年）6月15日には釧路電気通信工事局長より逓信省まで、床潭から大黒島までの海底ケーブルを温存するよう請願文書が提出された。同年12月26日には床潭郵便局で電話交換事務がはじまり、小島においても電話が利用可能となった。1960年（昭和35年）には対岸のピリカウタから、あらためて最短距離で電話線が敷設された。しかし、2013年（平成25年）度の北海道離島振興計画によれば、当時の時点で固定電話のケーブルは敷設されていないことになっている。ブロードバンドアクセス網は存在しないものの、携帯電話は利用可能である。1994年（平成6年）に防災無線が導入され、屋外拡声器が整備された。
また、大黒島とともに日本郵便の定める交通困難地に該当し、郵便物は配達されない。少なくとも1968年（昭和43年）まで、小島住民はピリカウタの松尾家に一括で郵便物を預かってもらっていたものの、1970年（昭和45年）の三浦への聞き取りによれば、「最近、個人宅に郵便物を預けることはダメだということになったそうで」、床潭にポストを建て、そこを通じて郵便の配達・引受をおこなっている。

### 交通
本土からの定期船はなく、連絡はもっぱら自家用の漁船に頼っている。ゆえに、観光などで外部者が訪島する場合には、厚岸漁港などからのチャーター船以外の方法がない。とはいえ、観光にあたっては本土側にピリカウタ展望台があり、島の全景を一望することができる。「ピリカウタから望む小島・大黒島」は厚岸町の観光十景にも選ばれている。島内に港湾施設は存在せず、浜に船を乗り上げる形で上陸する。
本土までの所要時間は10分程度であり、日常生活圏は本土とほぼ一体化している。なお、島内には整備された道路は存在せず、専ら徒歩による移動である。また、山上まで、津波や高潮の際の避難階段が設けられている。

## 施設

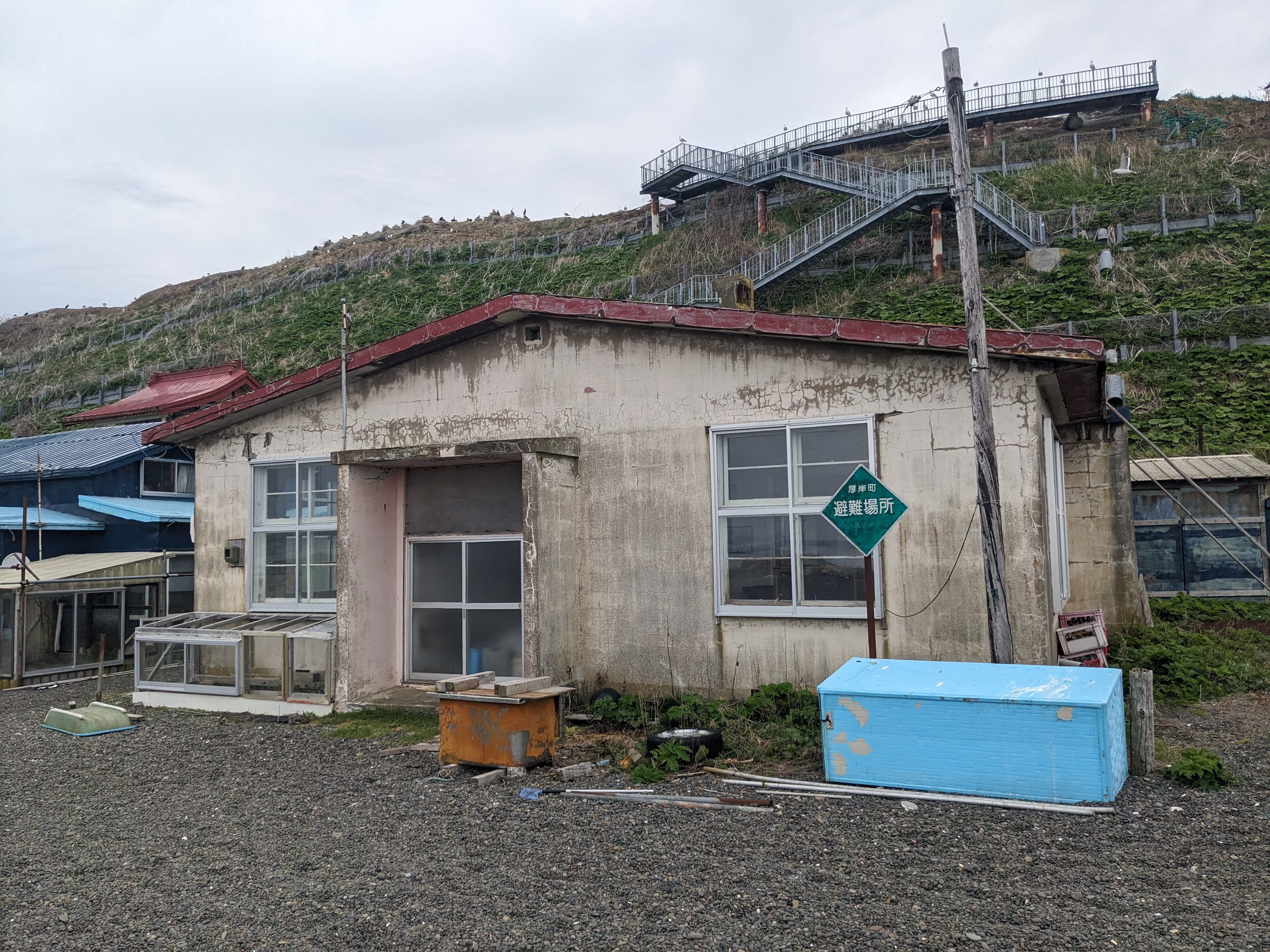
旧小島小中学校（2024年）

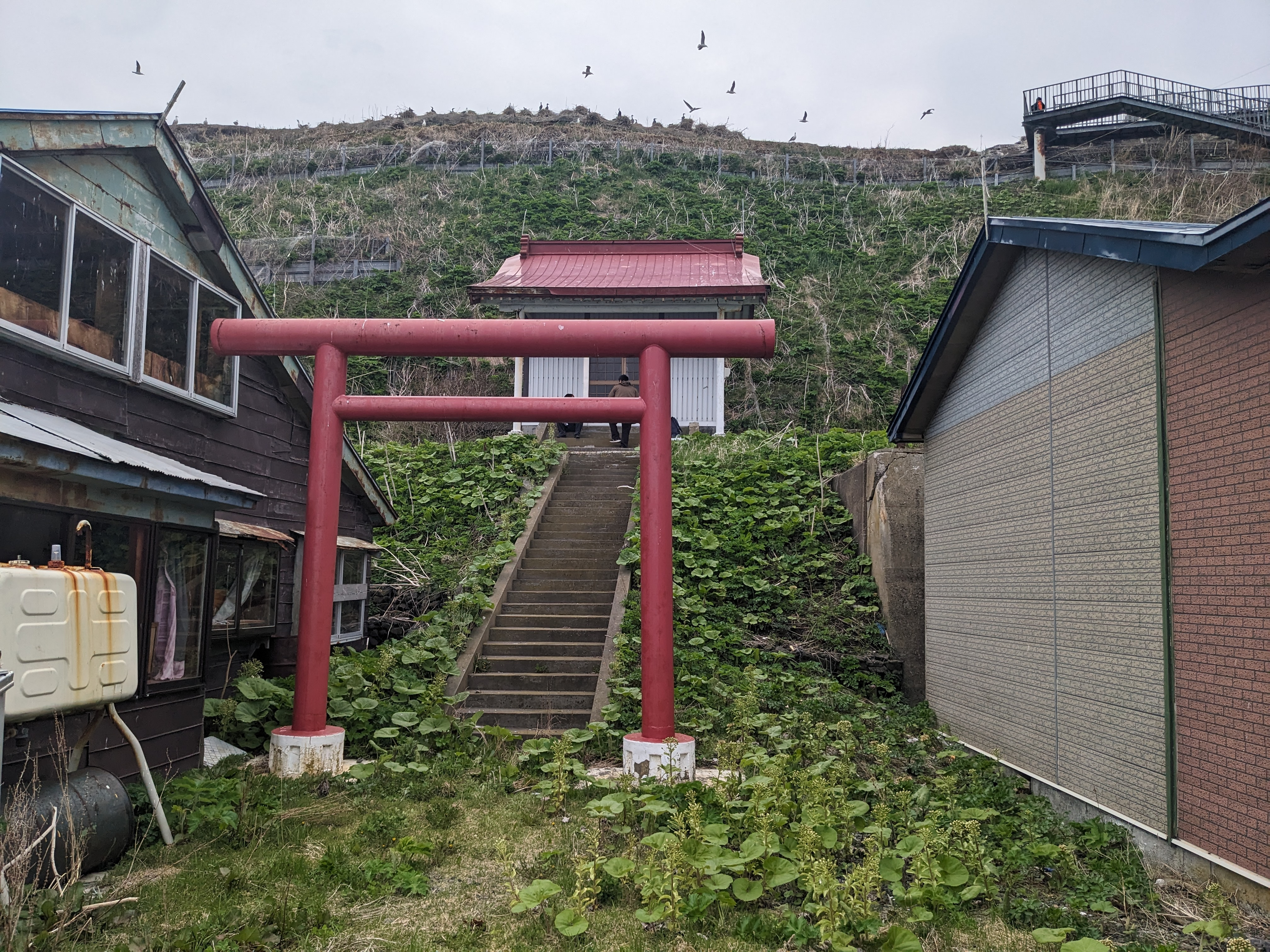
厳島神社（2024年）

### 小島小中学校
1904年（明治37年）9月には床潭簡易教育所付属小島特別教育所が開設され、15人の生徒が入学した。この学校は1907年（明治40年）に小島簡易教育所と改称された。1913年（大正2年）、児童の減少を理由として厚岸町議会は同校の廃止を決定したが、島民有志はこの存続を願い、反対請願を提出した。1917年（大正6年）に小島尋常小学校と改称された。1923年（大正12年）にも再び廃止の決定がなされたが、島民は北海道庁長官宛に嘆願書を提出し、これを防いだ。陳情および学校存続のための寄付金収集の結果として、6年後の1929年（大正18年、正式には昭和4年）までの学校存続が認められることとなった。この時点で、小島尋常小学校の全校生徒は2人であった。
1948年（昭和28年）には中学校の付設が認められ、小島小中学校となった。この際、廃校となった大黒島の学校校舎が移設された。さらに、1957年（昭和32年）には学校の児童数が30人を数え、戦後のピークを迎えた。同学校はながらく、島民の文化センターの役割を担ってきたものの、1975年（昭和50年）には廃校となった。学校がないため、移住漁師世帯の小中学生は夏休みを除き、親元を離れて本土で暮らすこととなる。その後、校舎は公民館に転用されているものの、2013年（平成25年）度の北海道離島振興計画には、「建築から49年が経過し老朽が激しく、適宜、補修を行っている」とある。また、その10年後にあたる2023年（令和5年）度の振興計画においても、同様の記述が存在する。

### 寺社
岩山の山腹に厳島神社がある。三浦によれば祭神は「石彫りの弁天さん」であり、祭日は10月13日と14日である。当初の神社は山上にあり、櫓を建て、「石の祠などに御神体を祭ってあった」という。「お祭りの式典や余興の角力」をおこなうほどの空間はあったというが、山崩れのため1913年（大正2年）に移設された。島民は国泰寺ないし正行寺の檀家であり、島民の墓地は本土側にある。